# شون سورينسن
شون سورينسن (بالإنجليزية: Sean Sorensen)‏ مواليد 11 ديسمبر 1955، هو لاعب كرة مضرب أيرلندي سابق وكان يلعب باليد اليمنى. أعلى تصنيف له في الفردي كان المركز الـ 203 في سنة 1980. أعلى تصنيف له في الزوجي كان المركز الـ 324 في سنة 1983.

## روابط خارجية
- شون سورينسن على موقع رابطة محترفي التنس (الإنجليزية)
- شون سورينسن على موقع الاتحاد الدولي لكرة المضرب (الإنجليزية)
- شون سورينسن على موقع كأس ديفيز (الإنجليزية)
- شون سورينسن على موقع خلاصة التنس.كوم (الإنجليزية)